# Mistrzostwa Azji w Zapasach 2008
Mistrzostwa Azji w zapasach w 2008 roku rozegrano w południowokoreańskim mieście Czedżu od 18 do 23 maja.

## Wyniki mężczyźni

### styl wolny
| Waga   | Złoto:             | Srebro:                   | Brąz:                      |
| 55 kg  | Tomohiro Matsunaga | Yang Jae-hoon             | Kim Sun-nam                |
| 55 kg  | Tomohiro Matsunaga | Yang Jae-hoon             | Firas Al-Rifaei            |
| 60 kg  | Yogeshwar Dutt     | Noriyuki Takatsuka        | Vais Tlegenov              |
| 60 kg  | Yogeshwar Dutt     | Noriyuki Takatsuka        | Morad Mohammadi            |
| 66 kg  | Yang Chun-song     | Pürewdżawyn Önörbat       | Kazuhiko Ikematsu          |
| 66 kg  | Yang Chun-song     | Pürewdżawyn Önörbat       | Sushil Kumar               |
| 74 kg  | Cho Byung-kwan     | Mejsam Mostafa Dżokar     | Kazuyuki Nagashima         |
| 74 kg  | Cho Byung-kwan     | Mejsam Mostafa Dżokar     | Dordżwaanczigijn Gombdordż |
| 84 kg  | Wang Ying          | Czagnaadordżijn Gandzorig | Abduł Ammajew              |
| 84 kg  | Wang Ying          | Czagnaadordżijn Gandzorig | Jusuf Abdusalomow          |
| 96 kg  | Kurban Kurbanow    | Amir Abbas Moradi         | Koo Tae-hyun               |
| 96 kg  | Kurban Kurbanow    | Amir Abbas Moradi         | Däulet Szabanbaj           |
| 120 kg | Fardin Masumi      | Marid Mutalimow           | Dżargalsajchany Czuluunbat |
| 120 kg | Fardin Masumi      | Marid Mutalimow           | Liang Lei                  |

### styl klasyczny
| Waga   | Złoto:              | Srebro:            | Brąz:             |
| 55 kg  | Hamid Surijan       | Cha Kwang-su       | Kōhei Hasegawa    |
| 55 kg  | Hamid Surijan       | Cha Kwang-su       | Jermek Köketow    |
| 60 kg  | Rusłan Tiumienbajew | Dilshod Aripov     | Hideo Kitaoka     |
| 60 kg  | Rusłan Tiumienbajew | Dilshod Aripov     | Jerboł Kongyratow |
| 66 kg  | Kim Min-chul        | Kanatbek Begalijew | Masaki Iimuro     |
| 66 kg  | Kim Min-chul        | Kanatbek Begalijew | Kim Kum-chol      |
| 74 kg  | Chang Yongxiang     | Danijar Köbönow    | Jung Tae-kyun     |
| 74 kg  | Chang Yongxiang     | Danijar Köbönow    | Mahdi Mohammadi   |
| 84 kg  | Shingo Matsumoto    | Taleb Nematpur     | Cho Hyo-chul      |
| 84 kg  | Shingo Matsumoto    | Taleb Nematpur     | Andriej Samochin  |
| 96 kg  | Ghasem Rezaji       | Margułan Äsembekow | Han Tae-young     |
| 96 kg  | Ghasem Rezaji       | Margułan Äsembekow | Abdumalik Aliyev  |
| 120 kg | Masud Haszemzade    | Gieorgij Curcumia  | Dawyd Sałdadze    |
| 120 kg | Masud Haszemzade    | Gieorgij Curcumia  | Hirokazu Shinjo   |

## Wyniki kobiety

### styl wolny
| Waga  | Złoto:          | Srebro:                 | Brąz:                    |
| 48 kg | Chiharu Ichō    | Ren Xuecheng            | Neha Rathi               |
| 48 kg | Chiharu Ichō    | Ren Xuecheng            | Cogtbadzaryn Enchdżargal |
| 51 kg | Um Hye-jin      | Żułdyz Eszymowa         | Phạm Thị Huế             |
| 51 kg | Um Hye-jin      | Żułdyz Eszymowa         | Huang Wenjuan            |
| 55 kg | Saori Yoshida   | Sałtanat Äbdyrachmanowa | Su Ying-tzu              |
| 55 kg | Saori Yoshida   | Sałtanat Äbdyrachmanowa | Xu Li                    |
| 59 kg | Li Songni       | Olga Smirnowa           | Anita Sheoran            |
| 59 kg | Li Songni       | Olga Smirnowa           | Mizuka Kajita            |
| 63 kg | Kaori Ichō      | Badrachyn Odonczimeg    | Jelena Szałygina         |
| 63 kg | Kaori Ichō      | Badrachyn Odonczimeg    | Hou Min-wen              |
| 67 kg | Mami Shinkai    | Oczirbatyn Nasanburmaa  | Darja Karpienko          |
| 67 kg | Mami Shinkai    | Oczirbatyn Nasanburmaa  | Zhang Fengliu            |
| 72 kg | Kyōko Hamaguchi | Oczirbatyn Burmaa       | Xu Qing                  |
| 72 kg | Kyōko Hamaguchi | Oczirbatyn Burmaa       | Jana Panowa              |